# Machilus shweliensis
Machilus shweliensis är en lagerväxtart som beskrevs av William Wright Smith. Machilus shweliensis ingår i släktet Machilus och familjen lagerväxter. Inga underarter finns listade i Catalogue of Life.